# José de Medeiros Tavares
José de Medeiros Tavares (Junqueiro, 3 de novembro de 1932 — Maceió, 27 de abril de 2003) foi um político brasileiro nascido e radicado em Junqueiro Estado de Alagoas. Em 1962 foi eleito deputado estadual (PDC) e com a instituição do bipartidarismo pelo Ato Institucional Número Dois baixado pelos militares em 1965, filiou-se à ARENA e foi reeleito em 1966. Em 1970 foi escolhido vice-governador na chapa de Afrânio Lages e eleito deputado estadual em 1974 e 1978. Restabelecido o pluripartidarismo no governo João Figueiredo ingressou no PDS e foi eleito vice-governador de Alagoas em 1982 na chapa de Divaldo Suruagy a quem substituiu em 1986 quando o titular renunciou para disputar uma cadeira no Senado.